# Günter Sautter
Günter Sautter (* 1973 in Erlangen) ist ein deutscher politischer Beamter und Diplomat. Er ist seit 2025 außen- und sicherheitspolitischer Berater von Bundeskanzler Friedrich Merz (CDU) im Bundeskanzleramt.

## Leben
Sautter studierte Politik- und Literaturwissenschaft an der Ludwig-Maximilians-Universität München und an der Harvard University. 2001 wurde er mit summa cum laude in Germanistik über das Denken zwischen Mauerfall und dem 11. September promoviert. Anschließend trat er 2002 in den Dienst des Auswärtigen Amts ein. Er war von 2005 bis 2008 Ständiger Vertreter des Botschafters in Managua und von 2008 bis 2011 Botschaftsrat für Außenbeziehungen an der Ständigen Vertretung bei der Europäischen Union in Brüssel. Er kehrte in die Zentrale nach Berlin zurück arbeitete von 2011 bis 2013 im Planungsstab und anschließend bis 2017 als persönlicher Referent des Bundesministers Frank-Walter Steinmeier. Sodann leitete er von 2017 bis 2020 das Büro der Staatssekretäre, bis er im Juli 2020 Stellvertreter des Ständigen Vertreters bei den Vereinten Nationen in New York mit der Amtsbezeichnung eines Botschafters wurde.
Von Anfang 2022 bis Sommer 2024 leitete er die Abteilung für Internationale Ordnung, Vereinte Nationen und Rüstungskontrolle des Auswärtigen Amts. Zugleich war er Beauftragter der Bundesregierung für Fragen der Abrüstung und Rüstungskontrolle und als solcher beratendes Mitglied des Bundessicherheitsrats. Von Sommer 2024 bis Mai 2025 war er als Nachfolger von Tjorven Bellmann Politischer Direktor (Leiter der Politischen Abteilung 2) im Auswärtigen Amt und beriet Außenministerin Annalena Baerbock in allen außen- und sicherheitspolitischen Fragen. Auf ihn folgte Dominik Mutter.
Im Zuge der Bildung des Kabinetts Merz am 6. Mai 2025 wurde er Leiter Abteilung 2 (Außen-, Sicherheits- und Entwicklungspolitik) im Bundeskanzleramt und in dieser Funktion außen- und sicherheitspolitischer Berater von Bundeskanzler Friedrich Merz (CDU). Er folgte auf den Berater von Bundeskanzler Olaf Scholz (SPD), Jens Plötner.
Er ist verheiratet und hat zwei Kinder.

## Werke
- Politische Entropie – Denken zwischen Mauerfall und 11. September 2001. Brill Mentis. Paderborn 2002, ISBN 3-89785-273-X.